# Kanton Brest-Kerichen
Kanton Brest-Kerichen (fr. Canton de Brest-Kerichen) je francouzský kanton v departementu Finistère v regionu Bretaň. Skládá se z části města Brest.